# Paul-Félix Beuvain de Beauséjour
Paul-Félix Beuvain de Beauséjour, né le 16 décembre 1839 à Vesoul et mort le 4 avril 1930 à Carcassonne, est un prélat français.
Il fut évêque de Carcassonne,.

## Biographie
Paul-Félix Beuvain de Beauséjour naquit rue des Boucheries à Vesoul.
Il a notamment été curé de Vitrey (1874-1876) et de Luxeuil (1877-1887).
Il est ordonné évêque de Carcassonne le 20 mars 1904.